# ミューズ (バンド)

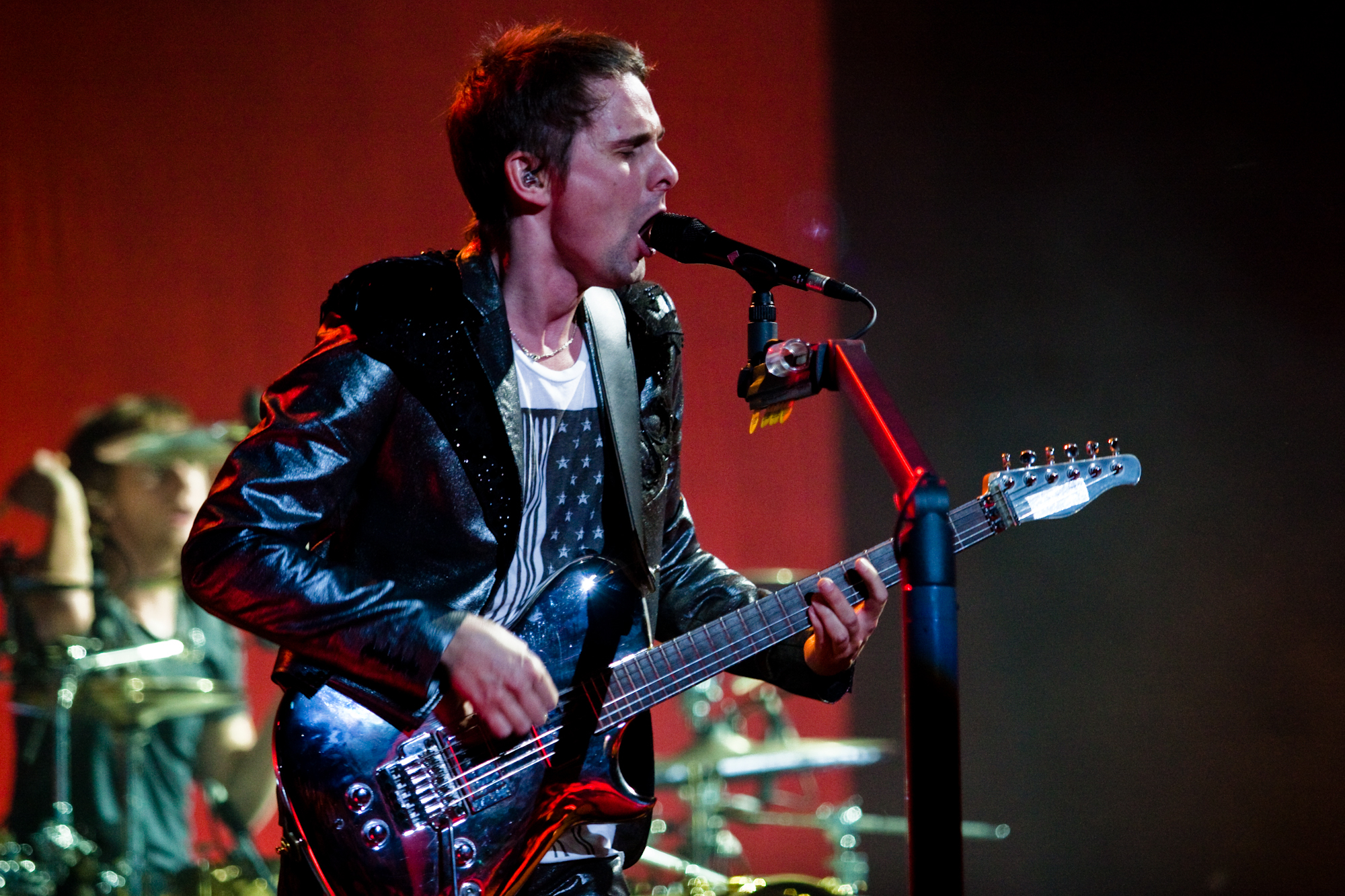
マシュー・ベラミー

ミューズ（英: Muse）は、イギリスのロックバンド。1994年にイングランド・デヴォンで結成。グラミー賞を2度受賞し、全世界でのセールスは2700万枚以上を数える。

## 来歴

### 結成からデビュー
1994年、マシュー・ベラミー、クリス・ウォルステンホルム、ドミニク・ハワードの3人が学生時代にイングランド南西部の田舎町ティンマスで前身バンドでの活動を経て結成。
3人は同じ学校に通いながら別々に活動していたが、ドミニクのバンドにマシューがギタリストとして加入し、後にクリスが参加した。結成当初は「Gothic Plague」名義でファンク系のロックをやっていた。その後、ゴシック/グラム的要素を含んだ音楽性に変更し、1994年に「Rocket Baby Dolls」と改名。地元のバンドコンテストで優勝したことをきっかけにプロを目指すことを決意。同時にティンマスを離れ、バンド名を「ミューズ」に改めた。
以後、数年はロンドンやマンチェスターでライブ活動を行う。1998年、マネジメント企業に誘われて行ったニューヨークとロサンゼルスでの小さなギグを経て、インディレーベルからEPを2作発表するとイギリスのインディーズ音楽プレスに注目され、ワーナー・ミュージック・グループ傘下のマヴェリックと契約。
1999年にジョン・レッキーのプロデュースでデビュー・アルバム『ショウビズ』を制作。作風の類似性からレッキーが過去に手がけたレディオヘッドと比較される一方で、全英アルバムチャートで29位を記録。NMEアワーズの新人賞を受賞した。

### 2000年代
2000年秋から新しいアルバムのレコーディングに着手したミューズは、シンセサイザーを積極的に取り入れる一方、ベースにエフェクトを掛けて音を太くし、多重録音でギターを重ねあわせることで独特の音楽性を確立。2001年に発表された2ndアルバム『オリジン・オブ・シンメトリー』は全英チャート3位を記録。
2003年の『アブソルーション』では前作のスタイルを踏襲し、「過剰なまでの轟音ギターのアンサンブルと切なく鋭いボーカル」をより推し進めたサウンドを展開。「エピック・ロック（壮大なロック）」と形容された。発売初週の売上は前作の倍を記録し、全英初登場1位。イギリスを含むヨーロッパ全土で100万枚を売り上げ、初めてチャートインしたアメリカでもゴールドを獲得、全世界トータル売上は300万枚を超える大ヒットとなった。また、ブリット・アワードでは最優秀アルバム、最優秀ロック・アクトなど4部門にノミネートされた。
2004年には欧州最大のフェス、グラストンベリー・フェスティバルの大トリをポール・マッカートニーやオアシスとともに務める。マシューが「これまでで最高の瞬間だった」と語るライブは成功に終わり、後に映像作品としてリリースされたが、その陰では同日のライブを観に来たドミニクの父親が心臓発作で亡くなるという悲劇も起きていた。同年には世界ツアーを展開し、夏にはクリスが手首を故障した際も急遽4人目のメンバーを入れて乗り切った。ライブ・バンドとしての評価も高まり、2005年にはブリット・アワードとNMEアワードで「最優秀ライブ・バンド」に選ばれた。

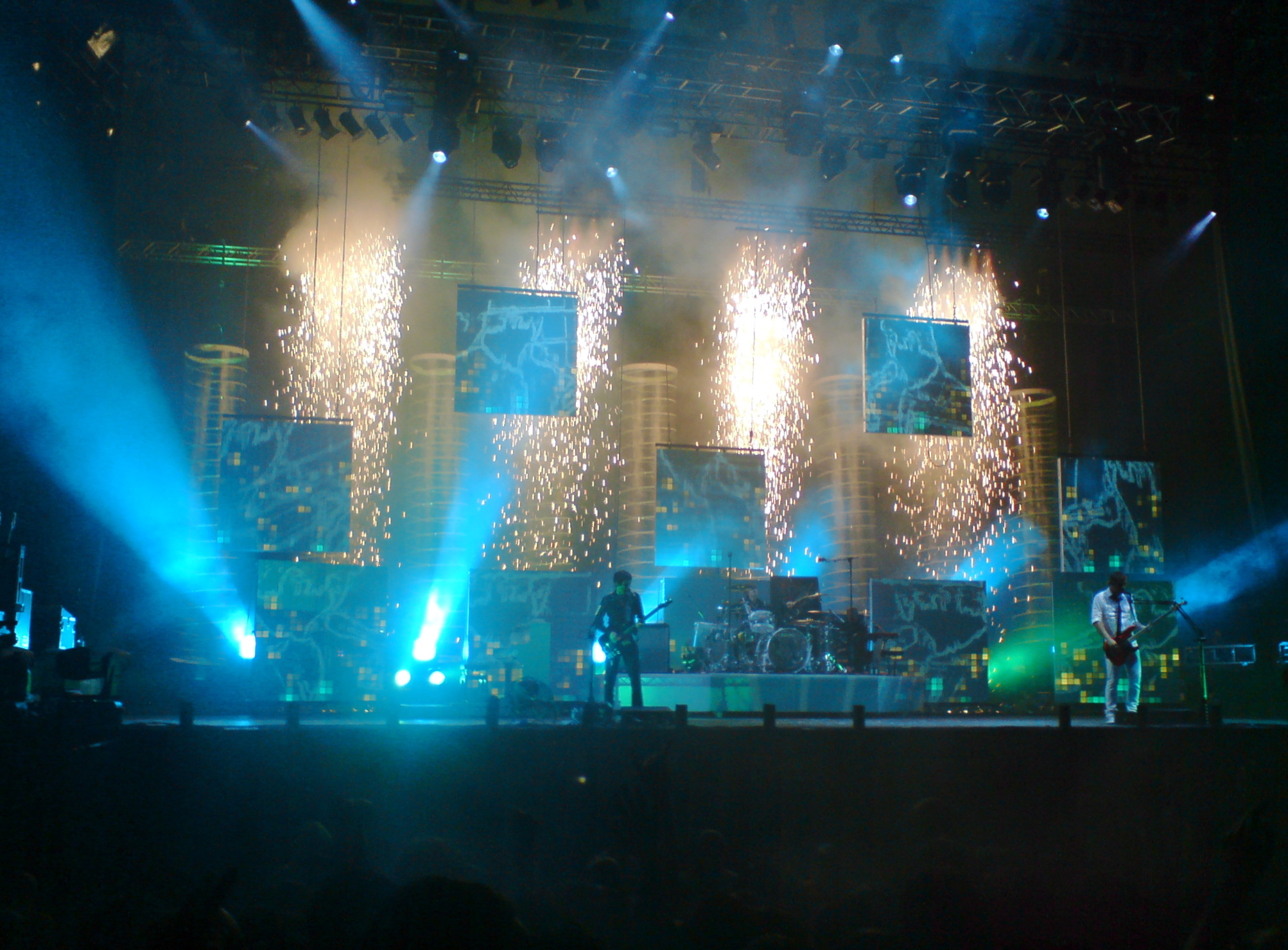
レディング&リーズ・フェスティバル（2006年）

2006年には4thアルバム『ブラック・ホールズ・アンド・レヴァレイションズ』を発表。先行シングルの「スーパー・マッシヴ・ブラックホール」はダンス色を帯び、イラク戦争など初めて政治的なテーマにも触れるなど、メンバー自らが「過去の作品に比べて異色」と語る幅広い内容に仕上がった。初登場全英1位を記録。同年、レディング&リーズ・フェスティバルにヘッドライナーとして出演し、メタリカ、レディオヘッド、コールドプレイらを抑えてUKフェスティヴァル・アワード最優秀ヘッドライン・アクトを受賞。また、サマーソニックにも6年ぶりに参加した。
2007年には、2年連続でブリット・アワードの「最優秀ライブ・バンド」を受賞。6月には改修されたばかりのロンドンのウェンブリー・スタジアムにてライブを行い、チケットは即完売、2日間で約16万人を動員した。このライブの模様は翌年にライブ・アルバム『ハープ』としてリリースされた。同年にはヨーロッパ、アメリカ、オーストラリアを周り、マディソン・スクエア・ガーデンで公演を行ったほか、フジロックフェスティバルにも出演した。
2008年は一転してライブ活動を控え、「Teenage Cancer Trust」や「Vフェスティバル」への散発的な出演を行う一方、イタリアのコモ湖付近のスタジオにて新作の制作に着手。同時期のインタビューでは、オーケストラを取り入れた長尺のスペース・ロックに取り組んでいることが明かされた。
2009年9月、5thアルバム『ザ・レジスタンス』を発表。初のセルフ・プロデュースとなった同作は、クイーン等の1970年代ロックを思わせる曲、シンセポップ風のアレンジ、中近東風の旋律、オーケストラを主体にした組曲など、様々な要素を取り込んだ意欲作となった。同月には故郷ティンマスで凱旋公演を行い2日間で3万人を動員し、10月にはイギリス『Q』誌の選ぶ「ベスト・ライブ・アクト・イン・ザ・ワールド・トゥデイ（現在活躍する世界最高のライブ・バンド）」に選ばれた。

### 2010年代
2010年には、『ザ・レジスタンス』の発売に伴う、日本武道館公演を含む日本でのアリーナ・ツアーを開催。また、アメリカのコーチェラ・フェスティバル、ドイツのロック・アム・リング、40周年を迎えたイギリスのグラストンベリー・フェスティバル、スコットランドのT in the Park、日本のフジロックフェスティバルなど世界各地の大規模なフェスティバルにてヘッドライナーとして出演。さらに、約3年ぶりのウェンブリー・スタジアム2日間公演に加え、スイス、イタリア、フランス、スペインでのスタジアム公演も行った。
2012年には新曲の「サヴァイヴァル」がロンドン五輪公式ソングに選ばれ、メンバーも聖火リレーに参加。同年10月には6作目となるアルバム『ザ・セカンド・ロウ〜熱力学第二法則』を発売。タイトルにもある熱力学第二法則に触発された同作は、4作連続となる全英1位を記録。同年10月には日本のお笑い芸人・鉄拳がYouTube上で公開していたパラパラマンガ「振り子」を「エクソジェネシス（脱出創世記）：交響曲第3部（あがない）」（5thアルバム『ザ・レジスタンス』収録）のオフィシャル・ビデオに採用した。
2012年、映画『007 スカイフォール』の主題歌候補として「スプレマシー」を提案するが、アデルに敗れた。
2013年1月の来日公演時には『スッキリ』（日本テレビ系列）に出演し、楽曲演出にパラパラ漫画を描いた『鉄拳』も出演して「フォロー・ミー」を披露した。4月に公開された「パニック・ステーション」のミュージックビデオは全編日本（渋谷センター街、のんべえ横丁、新宿歌舞伎町など）で撮影され、メンバー自身がアイディア・撮影・プロデュース・編集まですべて監修した。
2015年6月、7作目のアルバム『ドローンズ』を発売。ロバート・ジョン・"マット"・ラングとの共同プロデュースで制作され、5作連続・2週連続全英1位および初の全米1位を記録。ベラミーは「このアルバムは僕らのベスト・アルバムだ」と話した。7月には日本のフジロックフェスティバルの2日目にヘッドライナーとして出演し、『ミュージックステーション』（テレビ朝日系列）にも出演した。9月にはベルリンで開催されたロラパルーザのヘッドライナーを務めた。
2016年2月15日、第58回グラミー賞で『ドローンズ』が最優秀ロック・アルバム賞を受賞。同年6月のグラストンベリー・フェスティバルで3度目のヘッドライナーを務めた。2017年に北米ツアーを行う。2018年にラ・シガール、シェパーズ・ブッシュ・エンパイアでライブを行い、6月にロック・イン・リオのオープニングを務めた。
2017年5月から2018年9月にかけてシングル「ディグ・ダウン」、「ソート・コンテイジョン」、「サムシング・ヒューマン」、「ザ・ダーク・サイド」、「プレッシャー」をリリースし、2018年11月に8作目のアルバム『シミュレーション・セオリー』を発売。2019年2月から10月まで、「シミュレーション・セオリー・ワールド・ツアー」を行った。2019年に再び『スッキリ』に出演し、「プレッシャー」を披露した。

### 2020年代
2021年6月、『オリジン・オブ・シンメトリー』20周年記念として、リミックス＆リマスター・バージョン『Origin of Symmetry (XX Anniversary RemiXX)』をリリースした。
2022年8月に9作目のアルバム『ウィル・オブ・ザ・ピープル』を発売。

## メンバー
- マシュー・ベラミー (Matthew Bellamy) - ボーカル、ギター、ピアノ、シンセサイザー
- クリス・ウォルステンホルム (Christopher Wolstenholme) - ベース、ボーカル、コーラス
- ドミニク・ハワード (Dominic Howard) - ドラム、コーラス、シンセサイザー

### サポートメンバー
- ダン・ランカスター（Dan Lancaster） - キーボード、パーカッション、ギター（2022年 - ）

- モーガン・ニコルズ (Morgan Nicholls) - キーボード、シンセサイザー、パーカッション、コーラス （2004年、2006年 - 2022年）
  - 2004年には負傷したクリスの代わりにベーシストを務めている。
- ルケコ (Rukeco) - ヴァイオリン、チェロ、DJ、音響総括 （2013年 - ）

## ディスコグラフィ

### アルバム
| 年                                        | タイトル                                                                   | アルバム詳細 | チャート最高位 | チャート最高位 | チャート最高位 | チャート最高位 | チャート最高位 | チャート最高位 | チャート最高位 | チャート最高位 | チャート最高位 | チャート最高位 | 認定 |
| 年                                        | タイトル                                                                   | アルバム詳細 | UK             | AUS            | AUT            | FIN            | FRA            | IRE            | ITA            | NLD            | NOR            | US             | 認定 |
| ----------------------------------------- | -------------------------------------------------------------------------- | --- | -------------- | -------------- | -------------- | -------------- | -------------- | -------------- | -------------- | -------------- | -------------- | -------------- | --- |
| 1999                                      | ショウビズ Showbiz                                                         | - 発売日: 1999年9月7日 - レーベル: Mushroom, Taste - フォーマット: CD、LP、cassette、MiniDisc - 全英売上: 30万枚                 | 29             | 28             | —              | 45             | 59             | 46             | 87             | 53             | 38             | —              | UK: プラチナ AUS: ゴールド                                                                                              |
| 2001                                      | オリジン・オブ・シンメトリー Origin of Symmetry                            | - 発売日: 2001年7月17日 - レーベル: Mushroom, Taste - フォーマット: CD、LP、cassette、MiniDisc                                   | 3              | 22             | 7              | 30             | 2              | 3              | 5              | 19             | 11             | 161            | UK: 2× プラチナ AUS: プラチナ ITA: ゴールド                                                                             |
| 2003                                      | アブソルーション Absolution                                                | - 発売日: 2003年9月15日 - レーベル: East West, Taste - フォーマット: CD、CD+DVD、LP、cassette - 全英売上: 91.1万枚               | 1              | 21             | 5              | 12             | 1              | 3              | 4              | 2              | 5              | 107            | UK: 3× プラチナ AUS: プラチナ ITA: ゴールド US: プラチナ                                                                |
| 2006                                      | ブラック・ホールズ・アンド・レヴァレイションズ Black Holes and Revelations | - 発売日: 2006年7月3日 - レーベル: Helium 3, Warner Bros. - フォーマット: CD、CD+DVD、digital download - 全英売上: 106万枚       | 1              | 1              | 4              | 3              | 2              | 1              | 2              | 2              | 6              | 9              | UK: 3× プラチナ AUS: プラチナ FIN: ゴールド FRA: 3× プラチナ IRE: プラチナ US: プラチナ                                 |
| 2009                                      | ザ・レジスタンス The Resistance                                            | - 発売日: 2009年9月14日 - レーベル: Helium 3, Warner Bros. - フォーマット: CD、CD+DVD、LP、digital download - 全英売上: 76.3万枚 | 1              | 1              | 1              | 3              | 1              | 1              | 1              | 1              | 1              | 3              | UK: 2× プラチナ AUS: プラチナ AUT: ゴールド FIN: プラチナ FRA: ダイヤモンド IRE: プラチナ ITA: 2× プラチナ US: プラチナ |
| 2012                                      | ザ・セカンド・ロウ〜熱力学第二法則 The 2nd Law                             | - 発売日: 2012年9月28日 - レーベル: Helium 3, Warner Bros. - フォーマット: CD、CD+DVD、LP、digital download - 全英売上: 25.5万枚 | 1              | 2              | 1              | 1              | 1              | 2              | 1              | 1              | 1              | 2              | UK: プラチナ FIN: ゴールド FRA: 3× プラチナ IRE: ゴールド ITA: プラチナ US: ゴールド                                    |
| 2015                                      | ドローンズ Drones                                                          | - 発売日: 2015年6月5日 - レーベル: Helium 3, Warner Bros. - フォーマット: CD、CD+DVD、LP、digital download - 全英売上: 17万枚    | 1              | 1              | 2              | 1              | 1              | 1              | 2              | 1              | 1              | 1              | UK: ゴールド AUS: ゴールド AUT: ゴールド FRA: 2× プラチナ IRE: ゴールド                                                 |
| 2018                                      | シミュレーション・セオリー Simulation Theory                               | - 発売日: 2018年11月9日 - レーベル: Helium 3, Warner Bros. - フォーマット: CD、CD+DVD、LP、digital download                      | 1              | 7              | 3              | 3              | 3              | 5              | 2              | 1              | 17             | 12             | FRA: プラチナ |
| 2022                                      | ウィル・オブ・ザ・ピープル Will of the People                              | - 発売日: 2022年8月26日 - レーベル: Helium 3, Warner Bros., Sony Music (日本) - フォーマット: CD、CD+DVD、LP、digital download   | 1              | 1              | 1              | 2              | 1              | 2              | 1              | 2              | 16             | 15             | |
| "—"は未発売またはチャート圏外を意味する。 |                                                                            | |                |                |                |                |                |                |                |                |                |                | |

### ライブ・アルバム
| タイトル                                         | オリジナルタイトル           | 発売年 |
| ------------------------------------------------ | ---------------------------- | ------ |
| ハープ                                           | HAARP                        | 2008   |
| ライヴ・アット・ローマ・オリンピック・スタジアム | Live At Rome Olympic Stadium | 2013   |

### コンピレーション・アルバム
| タイトル                     | オリジナルタイトル    | 発売年 |
| ---------------------------- | --------------------- | ------ |
| ハラバルー・サウンドトラック | Hullabaloo Soundtrack | 2002   |

### EP
| タイトル                         | オリジナルタイトル     | 発売年 | 備考                   |
| -------------------------------- | ---------------------- | ------ | ---------------------- |
| ミューズEP                       | Muse EP                | 1998   | 999枚限定              |
| マッスル・ミュージアムEP         | Muscle Museum EP       | 1999   | 999枚限定              |
| ランダム1-8                      | Random 1-8             | 2000   | 日本限定               |
| エクソジェネシス・シンフォニーEP | Exogenesis Symphony EP | 2010   | アメリカ限定、12"Vinyl |

### シングル
| タイトル                                                                                        | 発売年 | 備考                                                                                          |
| ----------------------------------------------------------------------------------------------- | ------ | --------------------------------------------------------------------------------------------- |
| ウノ Uno                                                                                        | 1999   |                                                                                               |
| ケイヴ Cave                                                                                     | 1999   |                                                                                               |
| マッスル・ミュージアム Muscle Museum                                                            | 1999   |                                                                                               |
| サンバーン Sunburn                                                                              | 2000   |                                                                                               |
| アンインテンデッド Unintended                                                                   | 2000   |                                                                                               |
| プラグ・イン・ベイビー Plug In Baby                                                             | 2001   |                                                                                               |
| ニュー・ボーン New Born                                                                         | 2001   |                                                                                               |
| ブリス Bliss                                                                                    | 2001   |                                                                                               |
| ハイパーミュージック/フィーリング・グッド Hypermusic / Feeling Good                             | 2001   |                                                                                               |
| デッド・スター/イン・ユア・ワールド Dead Star / In Your World                                   | 2002   |                                                                                               |
| ストックホルム・シンドローム Stockholm Syndrome                                                 | 2003   |                                                                                               |
| タイム・イズ・ランニング・アウト Time Is Running Out                                            | 2003   |                                                                                               |
| ヒステリア Hysteria                                                                             | 2003   |                                                                                               |
| シング・フォー・アブソルーション Sing For Absolution                                            | 2004   |                                                                                               |
| アポカリプス・プリーズ Apocalypse Please                                                        | 2004   |                                                                                               |
| バタフライズ・アンド・ハリケーンズ Butterflies And Hurricanes                                   | 2004   |                                                                                               |
| スーパーマッシヴ・ブラック・ホール Supermassive Black Hole                                      | 2006   |                                                                                               |
| スターライト Starlight                                                                          | 2006   |                                                                                               |
| ナイツ・オブ・サイドニア Knights Of Cydonia                                                     | 2006   |                                                                                               |
| インヴィンシブル Invincible                                                                     | 2007   |                                                                                               |
| マップ・オブ・ザ・プロブレマティック Map Of The Problematique                                   | 2007   |                                                                                               |
| アップライジング Uprising                                                                       | 2009   | 映画『ナイト&デイ』予告編挿入歌 (日本語版のみ)                                                |
| アンディスクローズド・ディザイアーズ Undisclosed Desires                                        | 2009   |                                                                                               |
| レジスタンス Resistance                                                                         | 2010   |                                                                                               |
| エクソジェネシス（脱出創世記） Exogenesis: Symphony                                             | 2010   |                                                                                               |
| ニュートロン・スター・コリジョン Neutron Star Collision (Love is Forever)                       | 2010   | 『エクリプス/トワイライト・サーガ』挿入歌                                                     |
| サヴァイヴァル Survival                                                                         | 2012   | 2012年ロンドンオリンピック公式ソング                                                          |
| マッドネス Madness                                                                              | 2012   |                                                                                               |
| フォロー・ミー Follow Me                                                                        | 2012   | ミュージックビデオはバンドが制作したライブ映像のものと、鉄拳が手掛けたものの2つが起用された。 |
| スプレマシー Supremacy                                                                          | 2013   |                                                                                               |
| パニック・ステーション Panic Station                                                            | 2013   |                                                                                               |
| サイコ Psycho                                                                                   | 2015   |                                                                                               |
| デッド・インサイド Dead Inside                                                                  | 2015   |                                                                                               |
| マーシー Mercy                                                                                  | 2015   | ミュージックステーションでこの曲を演奏。                                                      |
| リヴォルト Revolt                                                                               | 2015   |                                                                                               |
| アフターマス Aftermath                                                                          | 2016   | ミュージックビデオはバンド側のオファーを受け、再び鉄拳による監督のもと制作された。            |
| リーパーズ Reapers                                                                              | 2016   |                                                                                               |
| ディグ・ダウン Dig Down                                                                         | 2017   |                                                                                               |
| ソート・コンテイジョン Thought Contagion                                                        | 2018   |                                                                                               |
| サムシング・ヒューマン Something Human                                                          | 2018   |                                                                                               |
| ザ・ダーク・サイド The Dark Side                                                                | 2018   |                                                                                               |
| プレッシャー Pressure                                                                           | 2018   |                                                                                               |
| シチズン・イレイズド Citizen Erased (XX Anniversary RemiXX)                                     | 2021   |                                                                                               |
| メガロマニア Megalomania (XX Anniversary RemiXX)                                                | 2021   |                                                                                               |
| ウォント・スタンド・ダウン Won't Stand Down                                                     | 2022   |                                                                                               |
| コンプライアンス Compliance                                                                     | 2022   |                                                                                               |
| ウィル・オブ・ザ・ピープル Will Of The People                                                   | 2022   |                                                                                               |
| キル・オア・ビー・キルド Kill Or Be Killed                                                      | 2022   |                                                                                               |
| ユー・メイク・ミー・フィール・ライク・イッツ・ハロウィーン You Make Me Feel Like It's Halloween | 2022   |                                                                                               |
| ゴースツ（ハウ・キャン・アイ・ムーヴ・オン） Ghosts (How Can I Move On) [feat. ELISA]           | 2022   |                                                                                               |

### 映像作品
| タイトル                                         | オリジナルタイトル                   | 発売年 | 形式    |
| ------------------------------------------------ | ------------------------------------ | ------ | ------- |
| ハラバルー 〜ライヴ・アット・ル・ゼニス〜        | Hullabaloo -Live At Le Zenith -Paris | 2002   | DVD     |
| ライヴ・フロム・アブソルーション・ツアー         | Absolution Tour                      | 2005   | DVD     |
| ハープ                                           | HAARP                                | 2008   | DVD     |
| ライヴ・アット・ローマ・オリンピック・スタジアム | Live At Rome Olympic Stadium         | 2013   | DVD・BD |

## 来日公演
- 2000年

3月1日 渋谷ON AIR WEST
『SUMMER SONIC 00』 8月5日 富士急ハイランド・コニファーフォレスト、6日 WTCオープンエアスタジアム
10月10日 名古屋CLUB QUATTRO、11日 心斎橋CLUB QUATTRO、12日 大阪BIG CAT、14日 赤坂BLITZ、15日 渋谷CLUB QUATTRO
- 2001年

7月11日 心斎橋CLUB QUATTRO、13日 名古屋CLUB QUATTRO、15日 Zepp Tokyo
11月28日・29日 Zepp Tokyo、30日 ボトムライン、12月2日 大阪IMPホール
- 2002年

『Fuji Rock Festival 02』 7月26日 苗場スキー場
- 2004年

2月7日 東京ベイNKホール、8日 SHIBUYA-AX、9日 CLUB DIAMOND HALL、11日 なんばHatch、12日 心斎橋CLUB QUATTRO、13日 Zepp Fukuoka、14日 広島CLUB QUATTRO
- 2006年

『SUMMER SONIC 06』 8月12日 WTCオープンエアスタジアム、13日 千葉マリンスタジアム
- 2007年

3月10日・11日 STUDIO COAST、12日 東京国際フォーラム・ホールA、14日・15日 Zepp Osaka、16日 Zepp Fukuoka、18日 Zepp Sendai、19日 Zepp Nagoya
『Fuji Rock Festival 07』 7月27日 苗場スキー場
- 2010年

1月9日 大阪城ホール、11日 愛知県体育館、12日 日本武道館
『Fuji Rock Festival 10』 7月30日 苗場スキー場
- 2013年

1月11日・12日 さいたまスーパーアリーナ
『SUMMER SONIC 13』 8月10日 舞洲サマーソニック大阪特設会場、 11日 QVCマリンフィールド
8月13日 Zepp DiverCity
- 2015年

『Fuji Rock Festival 15』 7月25日 苗場スキー場
- 2017年

11月13日・14日 横浜アリーナ